# کلیسا بوقوو
کلیسا بوقوو (به لاتین: Kilsəbuqov) یک منطقه مسکونی در جمهوری آذربایجان است که در شهرستان بالاکن واقع شده است.

## ریشه واژه
بوقوو در زبان آواری به‌معنی کنج و گوشه است و کلیسا بوقوو یعنی کلیسایی که در گوشه قرار دارد.